# 愛麗絲·弗里曼·帕爾默

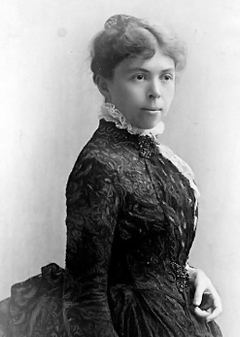
愛麗絲·弗里曼·帕爾默

爱丽丝·弗里曼·帕尔默（Alice Freeman Palmer，1855年2月21日-1902年12月6日）是一位美国教育家。她于1881年至1887年期間担任维斯理学院院长。她後來入選美国伟人名人堂。她主張女性接受大學教育。